# ATI Mach
Mach — серія 2D-прискорювачів, розроблена ATI Technologies та призначена для персональних комп'ютерів. Вона стала продовженням (і можливим наступником) серії карт ATI Wonder. Першим чипом у серії був ATI Mach8. По суті, це був клон IBM 8514/A з кількома помітними покращеннями, такими як шрифти Crystal. Будучи одним з перших чипів графічного прискорювача на ринку, Mach8 не мав інтегрованого ядра VGA. Для використання перших карт співпроцесора Mach8 потрібна була окрема карта VGA. Це збільшило вартість володіння, оскільки потрібно було купувати дві, а не одну карту розширення для графіки. Тимчасове рішення було представлено з картами ATI Graphics Ultra/Vantage, які об’єднали ATI 8514 Ultra і VGA Wonder+ в одну карту (хоча з використанням дискретних мікросхем). Чип Mach32 став продовженням Mach8, який, нарешті, мав інтегроване ядро VGA, підтримку True Color та 64-бітний шлях даних до внутрішньої пам'яті. Наступником серії графічних процесорів Mach став чип Rage, заснований на Mach64. 

## Моделі

### Mach 8
Випущений: 1991
- Клон IBM 8514/A
- Підтримка до 8-розрядних кольорів

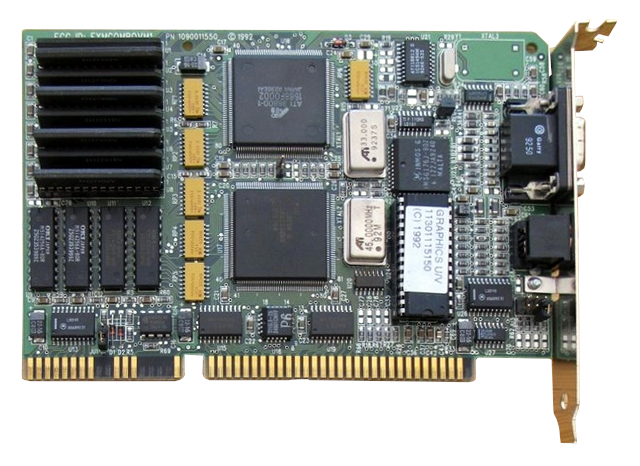
ATI 8514 Ultra ISA (Mach8)

- Додаткове графічне ядро VGAWonder 2 (28800) (з виділеним 256–512 КБ DRAM)
- 512 КБ або 1 МБ доступні з DRAM або VRAM
- Інтерфейс: ISA, MCA

Чип Mach 8 використовувався в таких продуктах ATI:
- 8514 Ultra (VRAM, лише співпроцесор)
- 8514 Vantage (DRAM, лише співпроцесор)
- Graphics Vantage (DRAM)
- Graphics Ultra (VRAM)
- VGAWonder GT (Перейменований Graphics Ultra, 1 МБ RAM)

### Mach 32
Випущений: 1992

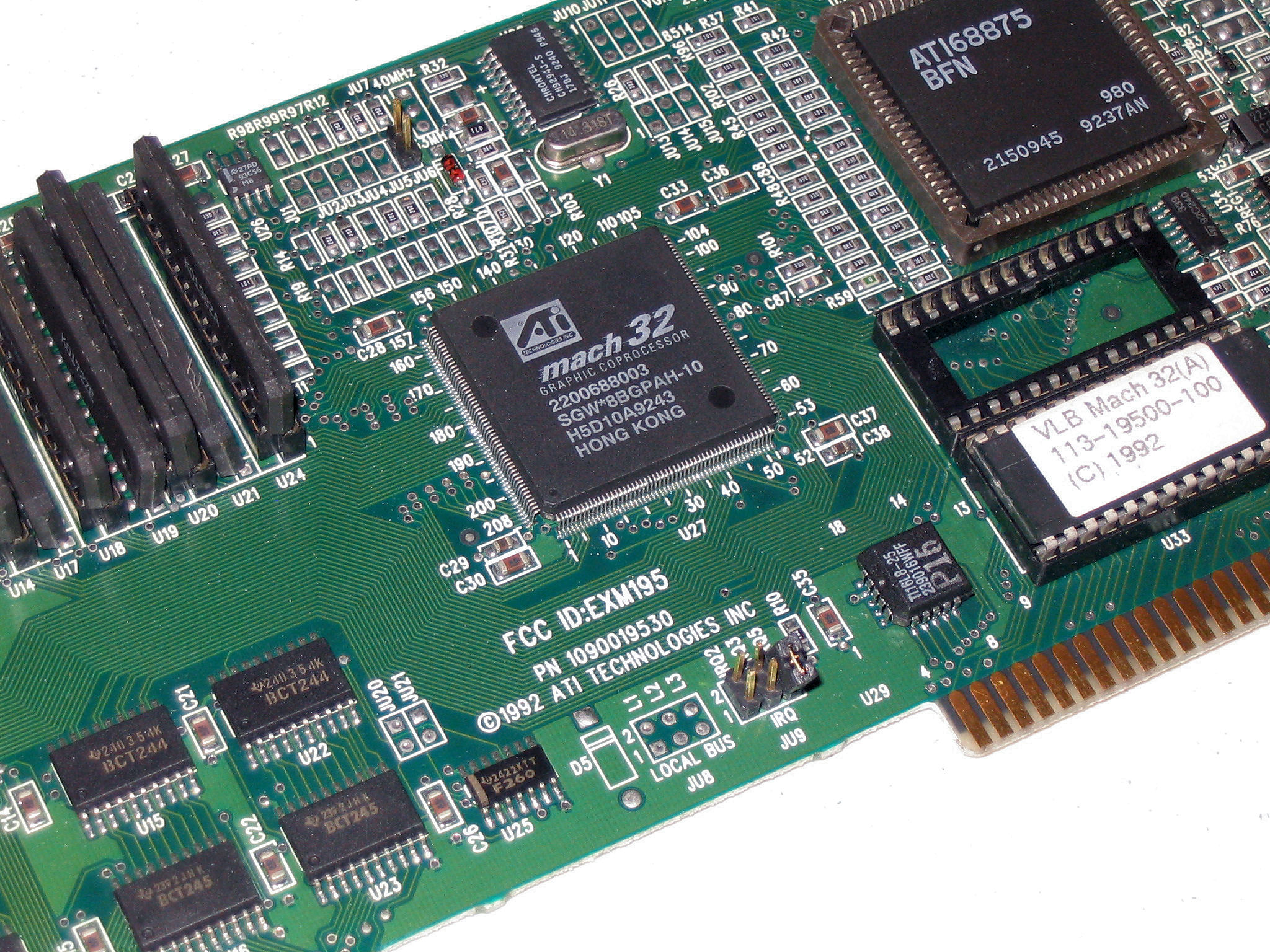
Graphics Ultra Pro VLB (Mach32)

- 32-бітний GUI прискорювач з підтримкою DOS
- Обмежена підтримка VESA VBE
- Додано підтримку кольорових режимів 15 bbp, 16 bbp і 24 bbp
- Відеопам'ять: 1 або 2 Мб DRAM або VRAM
- Інтерфейс пам'яті: 64-бітний
- Інтерфейс: ISA, EISA, VLB, PCI, MCA
- Вбудоване ядро VGA
- 100% сумісність з IBM 8514/A

Чип Mach 32 використовувався в таких продуктах ATI:
- Graphics Wonder (DRAM)
- Graphics Ultra + (DRAM, зі швидким RAMDAC)
- Graphics Ultra CLX (DRAM, знижена вартість для OEM)
- Graphics Ultra Pro (VRAM)
- Graphics Ultra XLR (VRAM, знижена вартість для OEM)

### Mach 64
Випущений: 1994

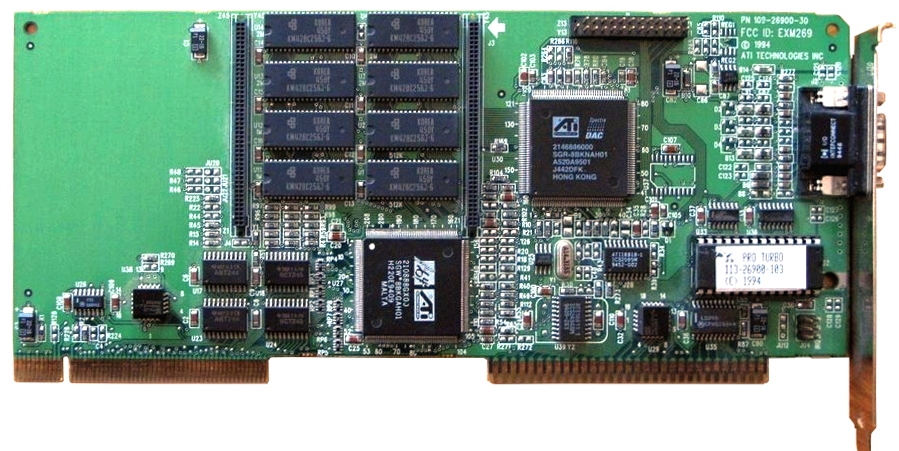
Graphics Pro Turbo VLB (Mach64GX)

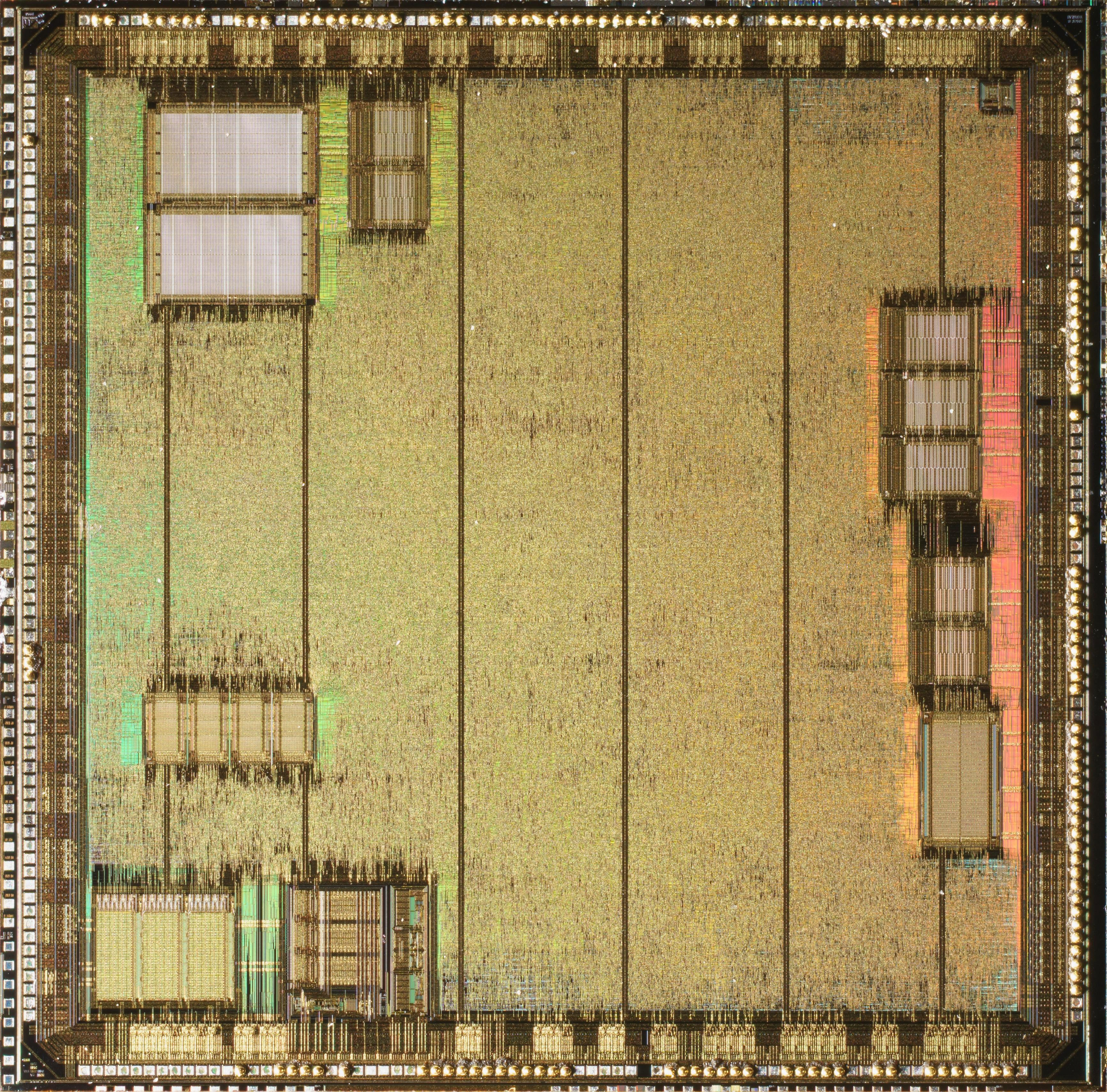
Кристал Mach64 GT-B

- 64-бітний GUI-прискорювач з підтримкою DOS
- Обмежена підтримка VESA VBE
- Відеопам'ять: 1, 2, 4 або 8 Мб DRAM, VRAM, або SGRAM
- Інтерфейс пам'яті: 64-бітний
- Інтерфейси: ISA, VLB, PCI
- Варіанти:
  - «Mach64 CX/210888» - Оригінальна модель, непоширена (до 2 МБ DRAM, або 4 МБ VRAM)
  - «Mach64 GX/210888GX» - Із розширеними можливостями відтворення відео
  - «Mach64 ET/210888ET» - Під питанням чи вона була для вбудованих систем
  - «Mach64 CT/264CT» - Mach64 зі зниженою вартістю, має інтегрований RAMDAC і тактовий чип (до 2 МБ DRAM)
  - «Mach64 VT/264VT» — Із поліпшеною підтримкою декодування відео
  - «Mach64 GT/264GT 3D Rage» — Базові можливості 3D-прискорення
  - «Mach64 GT-B/264GT-B 3D Rage» — Підтримка SDRAM і SGRAM (до 8 МБ)
  - «Mach64 LT/264LT» - Низькопрофільна, мобільна версія Mach64 GT

Чип Mach 64 використовувався в таких продуктах ATI:
Сімейство Mach64 GX:
- Graphics Xpression (1 або 2 МБ DRAM)
- Graphics Pro Turbo (2 або 4 МБ VRAM)
- WinTurbo (1 або 2 МБ VRAM, без можливості заміни на кращу)
- Graphics Pro Turbo 1600 (швидкий RAMDAC, тільки на PCI)
- XCLAIM GA (Macintosh)

Сімейство Mach64 CT:
- WinBoost (1 МБ DRAM, з можливістю додати ще 2 МБ)
- WinCharger (2 МБ DRAM)

Сімейство Mach64 VT:
- Video Charger
- Video Xpression (Mach64 VT2)
- Video Xpression+ (Mach64 VT4)

Сімейство Mach64 GT:
- 3D Xpression (2 МБ EDO DRAM))

Сімейство Mach64 GT-B:
- 3D Charger (2 МБ EDO DRAM)
- 3D XPRESSION+ (2 або 4 МБ SDRAM)
- 3D XPRESSION+ PC2TV (ТВ-вихід)
- 3D Pro Turbo (2, 4, 6 або 8 МБ SGRAM)
- 3D Pro Turbo+ PC2TV (ТВ-вихід)
- Xclaim VR - ранні версії (Macintosh, 2, 4 або 8 MB SGRAM, Відео-вхід Відео-вихід)
- Xclaim 3D - ранні версії (Macintosh, 4 або 8 MB SGRAM)
- All-In-Wonder (SDRAM, ТВ тюнер)